# Return to Earth 91-93
Return to Earth 91-93 is een compilatiealbum van de band Fu Manchu. 

## Track listing
| nr. | titel                                         | duur |
| --- | --------------------------------------------- | ---- |
| 1   | Don't Bother Knockin' (If This Van's Rockin') | 3:55 |
| 2   | Senioritis                                    | 2:41 |
| 3   | Pick-Up Summer                                | 2:32 |
| 4   | El Don                                        | 2:23 |
| 5   | Ojo Rojo                                      | 3:43 |
| 6   | Simco                                         | 3:07 |
| 7   | Space Sucker                                  | 3:05 |
| 8   | Pinbuster                                     | 2:13 |
| 9   | Vankhana (Rollin' Rooms)                      | 4:15 |

## Bandleden
- Scott Hill - zang en gitaar
- Ruben Romano - drum
- Mark Absire - basgitaar
- Scott Votaw - gitaar